# Campeonato Tcheco de Patinação Artística no Gelo

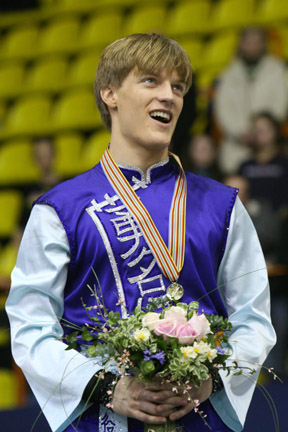
O dez vezes campeão tcheco Tomas Verner no pódio do Campeonato Europeu masculino de 2008

O Campeonato Tcheco de Patinação Artística no Gelo é uma competição nacional anual de patinação artística no gelo da República Tcheca. Os patinadores competem em quatro eventos, individual masculino, individual feminino, duplas e dança no gelo. 
A competição determina os campeões nacionais e os representantes da República Tcheca em competições internacionais como Campeonato Mundial, Campeonato Mundial Júnior, Campeonato Europeu e os Jogos Olímpicos de Inverno.
Desde de 2007 a competição é disputada junto com os campeonatos eslovaco (2007), polonês (2009) e húngaro (2014), sendo que os patinadores competem simultaneamente, e tem formado os pódios para cada país.

## Edições
| Ano  | Edição | Cidade sede            | Sênior | Sênior | Sênior | Sênior | Ref    |
| Ano  | Edição | Cidade sede            | M      | F      | P      | D      | Ref    |
| ---- | ------ | ---------------------- | ------ | ------ | ------ | ------ | ------ |
| 1994 | 1.ª    |                        | •      | •      | •      | •      | [ 1 ]  |
| 1995 | 2.ª    |                        | •      | •      | •      | •      | [ 1 ]  |
| 1996 | 3.ª    |                        | •      | •      | •      | •      | [ 1 ]  |
| 1997 | 4.ª    |                        | •      | •      | •      | •      | [ 1 ]  |
| 1998 | 5.ª    | Brno                   | •      | •      | •      | •      | [ 1 ]  |
| 1999 | 6.ª    | Karviná                | •      | •      | •      | •      | [ 1 ]  |
| 2000 | 7.ª    | Mladá Boleslav         | •      | •      | •      | •      | [ 1 ]  |
| 2001 | 8.ª    | Mladá Boleslav         | •      | •      | •      | •      | [ 2 ]  |
| 2002 | 9.ª    | Karviná                | •      | •      | •      | •      | [ 3 ]  |
| 2003 | 10.ª   | Brno                   | •      | •      | •      | •      | [ 4 ]  |
| 2004 | 11.ª   | Hradec Králové         | •      | •      | •      | •      | [ 5 ]  |
| 2005 | 12.ª   | Ostrava                | •      | •      | –      | •      | [ 6 ]  |
| 2006 | 13.ª   | České Budějovice       | •      | •      | •      | •      | [ 7 ]  |
| 2007 | 14.ª   | Liberec                | •      | •      | –      | •      | [ 8 ]  |
| 2008 | 15.ª   | Trenčín, Eslováquia    | •      | •      | –      | •      | [ 9 ]  |
| 2009 | 16.ª   | Třinec                 | •      | •      | –      | •      | [ 10 ] |
| 2010 | 17.ª   | Cieszyn, Polônia       | •      | •      | –      | •      | [ 11 ] |
| 2011 | 18.ª   | Žilina, Eslováquia     | •      | •      | •      | •      | [ 12 ] |
| 2012 | 19.ª   | Ostrava                | •      | •      | •      | •      | [ 13 ] |
| 2013 | 20.ª   | Cieszyn, Polônia       | •      | •      | –      | •      | [ 14 ] |
| 2014 | 21.ª   | Bratislava, Eslováquia | •      | •      | –      | •      | [ 15 ] |
| 2015 | 22.ª   | Budapeste, Hungria     | •      | •      | –      | •      | [ 16 ] |
| 2016 | 23.ª   | Třinec                 | •      | •      | –      | –      | [ 17 ] |
| 2017 | 24.ª   | Katowice, Polônia      | •      | •      | –      | •      | [ 18 ] |

## Lista de medalhistas

### Individual masculino
| Evento                           | Ouro             | Prata              | Bronze          |
| 1994 (detalhes)                  | Jaroslav Dostál  | ?                  | ?               |
| 1995 (detalhes)                  | Jaroslav Suchý   | ?                  | ?               |
| 1996 (detalhes)                  | Radek Horák      | ?                  | ?               |
| 1997 (detalhes)                  | Karel Nekola     | ?                  | ?               |
| Brno 1998 (detalhes)             | Radek Horák      | Petr Jaros         | Karel Nekola    |
| Karviná 1999 (detalhes)          | Lukáš Rakowski   | Radek Horák        | Karel Nekola    |
| Mladá Boleslav 2000 (detalhes)   | Lukáš Rakowski   | Radek Horák        | Tomáš Srom      |
| Mladá Boleslav 2001 (detalhes)   | Lukáš Rakowski   | Tomáš Verner       | Tomáš Šrom      |
| Karviná 2002 (detalhes)          | Tomáš Verner     | Lukáš Rakowski     | Radek Horák     |
| Brno 2003 (detalhes)             | Tomáš Verner     | Lukáš Rakowski     | Ondřej Hotárek  |
| Hradec Králové 2004 (detalhes)   | Tomáš Verner     | Michal Matloch     | Ondřej Hotárek  |
| Ostrava 2005 (detalhes)          | Tomáš Janečko    | Michal Matloch     | Lukáš Rakowski  |
| České Budějovice 2006 (detalhes) | Tomáš Verner     | Pavel Kaška        | Lukáš Rakowski  |
| Liberec 2007 (detalhes)          | Tomáš Verner     | Pavel Kaška        | Tomáš Janečko   |
| Trenčín 2008 (detalhes)          | Tomáš Verner     | Michal Březina     | Pavel Kaška     |
| Třinec 2009 (detalhes)           | Pavel Kaška      | Michal Matloch     | Petr Bidař      |
| Cieszyn 2010 (detalhes)          | Michal Březina   | Tomáš Verner       | Pavel Kaška     |
| Žilina 2011 (detalhes)           | Tomáš Verner     | Michal Březina     | Pavel Kaška     |
| Ostrava 2012 (detalhes)          | Tomáš Verner     | Michal Březina     | Pavel Kaška     |
| Cieszyn 2013 (detalhes)          | Tomáš Verner     | Pavel Kaška        | Martin Krhovjak |
| Bratislava 2014 (detalhes)       | Tomáš Verner     | Michal Březina     | Petr Coufal     |
| Budapeste 2015 (detalhes)        | Michal Březina   | Petr Coufal        | Pavel Kaska     |
| Třinec 2016 (detalhes)           | Michal Březina   | Jiří Bělohradský   | Petr Kotlařík   |
| Katowice 2017 (detalhes)         | Jiří Bělohradský | Matyáš Bělohradský | Tomáš Kupka     |

### Individual feminino
| Evento                           | Ouro                      | Prata                     | Bronze                 |
| 1994 (detalhes)                  | Irena Zemanová            | ?                         | ?                      |
| 1995 (detalhes)                  | Kateřina Beránková        | ?                         | ?                      |
| 1996 (detalhes)                  | Lenka Kulovaná            | ?                         | ?                      |
| 1997 (detalhes)                  | Lenka Kulovaná            | ?                         | ?                      |
| Brno 1998 (detalhes)             | Lenka Kulovaná            | Kateřina Blohonová        | Veronika Skalická      |
| Karviná 1999 (detalhes)          | Annette Dytrtová          | Veronika Dytrtová         | Petra Lehká            |
| Mladá Boleslav 2000 (detalhes)   | Eva Chudá                 | Lenka Šeniglová           | Veronika Dytrtová      |
| Mladá Boleslav 2001 (detalhes)   | Lucie Krausová            | Lenka Šeniglová           | Veronika Dytrtová      |
| Karviná 2002 (detalhes)          | Lucie Krausová            | Veronika Dytrtová         | Lenka Šeniglová        |
| Brno 2003 (detalhes)             | Lucie Krausová            | Petra Lukáčíková          | Marta Klimova          |
| Hradec Králové 2004 (detalhes)   | Petra Lukáčíková          | Ivana Hudziecová          | Dina Babická           |
| Ostrava 2005 (detalhes)          | Petra Lukáčíková          | Pavla Skotalová           | Ivana Hudziecová       |
| České Budějovice 2006 (detalhes) | Ivana Hudziecová          | Petra Lukáčíková          | Hana Charyparová       |
| Liberec 2007 (detalhes)          | Ivana Hudziecová          | Nella Simaová             | Klára Nováková         |
| Trenčín 2008 (detalhes)          | Nella Simaová             | Hana Charyparová          | Klára Nováková         |
| Třinec 2009 (detalhes)           | Nella Simaová             | Ivana Hudziecová          | Martina Boček          |
| Cieszyn 2010 (detalhes)          | Martina Boček             | Ivana Buzková             | Nella Simaová          |
| Žilina 2011 (detalhes)           | Martina Boček             | Kristina Kostková         | Eliška Březinová       |
| Ostrava 2012 (detalhes)          | Eliška Březinová          | Klára Světlíková          | Nastasia Lobachevskaya |
| Cieszyn 2013 (detalhes)          | Laura Raszyková           | Klára Světlíková          | Jana Coufalová         |
| Bratislava 2014 (detalhes)       | Eliška Březinová          | Elizaveta Ukolová         | Jana Coufalová         |
| Budapeste 2015 (detalhes)        | Eliška Březinová          | Elizaveta Ukolová         | Jana Coufalová         |
| Třinec 2016 (detalhes)           | Eliška Březinová          | Michaela Lucie Hanzlíková | Anna Dušková           |
| Katowice 2017 (detalhes)         | Michaela Lucie Hanzlíková | Eliška Březinová          | Natálie Kratěnová      |

### Duplas
| Evento                           | Ouro                               | Prata                                 | Bronze                          |
| 1994 (detalhes)                  | Radka Kovaříková René Novotný      | ?                                     | ?                               |
| 1995 (detalhes)                  | Veronika Joukalová Otto Dlabola    | ?                                     | ?                               |
| 1996 (detalhes)                  | Veronika Joukalová Otto Dlabola    | ?                                     | ?                               |
| 1997 (detalhes)                  | Pavla Ročková Martin Diviš         | ?                                     | ?                               |
| Brno 1998 (detalhes)             | Kateřina Beránková Otto Dlabola    | nenhum outro competidor               | nenhum outro competidor         |
| Karviná 1999 (detalhes)          | Kateřina Beránková Otto Dlabola    | nenhum outro competidor               | nenhum outro competidor         |
| Mladá Boleslav 2000 (detalhes)   | Kateřina Beránková Otto Dlabola    | Michaela Krutská Marek Sedlmajer      | nenhum outro competidor         |
| Mladá Boleslav 2001 (detalhes)   | Michaela Krutská Marek Sedlmajer   | Radka Zlatohlávková Karel Štefl       | nenhum outro competidor         |
| Karviná 2002 (detalhes)          | Kateřina Beránková Otto Dlabola    | Veronika Havlíčková Karel Štefl       | nenhum outro competidor         |
| Brno 2003 (detalhes)             | Kateřina Beránková Otto Dlabola    | Andrea Vargová Marek Sedlmajer        | Adéla Zilvarová Miroslav Verner |
| Hradec Králové 2004 (detalhes)   | Kateřina Beránková Otto Dlabola    | Veronika Havlíčková Karel Štefl       | nenhum outro competidor         |
| 2005                             | Não houve disputa de duplas        | Não houve disputa de duplas           | Não houve disputa de duplas     |
| České Budějovice 2006 (detalhes) | Olga Prokuronova Karel Štefl       | nenhum outro competidor               | nenhum outro competidor         |
| 2007–2010                        | Não houve disputa de duplas        | Não houve disputa de duplas           | Não houve disputa de duplas     |
| Žilina 2011 (detalhes)           | Klára Kadlecová Petr Bidař         | Alexandra Herbríková Alexander Zaboev | nenhum outro competidor         |
| Ostrava 2012 (detalhes)          | Alexandra Herbríková Rudy Halmaert | nenhum outro competidor               | nenhum outro competidor         |
| 2013–2017                        | Não houve disputa de duplas        | Não houve disputa de duplas           | Não houve disputa de duplas     |

### Dança no gelo
| Evento                           | Ouro                               | Prata                              | Bronze                             |
| 1994 (detalhes)                  | Kateřina Mrázová Martin Šimeček    | ?                                  | ?                                  |
| 1995 (detalhes)                  | Kateřina Mrázová Martin Šimeček    | ?                                  | ?                                  |
| 1996 (detalhes)                  | Kateřina Mrázová Martin Šimeček    | ?                                  | ?                                  |
| 1997 (detalhes)                  | Šárka Vondrková Lukáš Král         | ?                                  | ?                                  |
| Brno 1998 (detalhes)             | Kateřina Mrázová Martin Šimeček    | Šárka Vondrková Lukáš Král         | Alena Kramplová Jan Nerad          |
| Karviná 1999 (detalhes)          | Gabriela Hrázská Jiří Procházka    | Kateřina Kovalová David Szurman    | Martina Kvarcáková Ota Jandejsek   |
| Mladá Boleslav 2000 (detalhes)   | Kateřina Kovalová David Szurman    | Martina Kvarcáková Ota Jandejsek   | nenhum outro competidor            |
| Mladá Boleslav 2001 (detalhes)   | Kateřina Kovalová David Szurman    | Veronika Morávková Jiří Procházka  | Martina Kvarcáková Ota Jandejsek   |
| Karviná 2002 (detalhes)          | Veronika Morávková Jiří Procházka  | Kateřina Kovalová David Szurman    | nenhum outro competidor            |
| Brno 2003 (detalhes)             | Veronika Morávková Jiří Procházka  | Petra Pachlová Petr Knoth          | nenhum outro competidor            |
| Hradec Králové 2004 (detalhes)   | Petra Pachlová Petr Knoth          | Diana Janošťáková Jiří Procházka   | nenhum outro competidor            |
| Ostrava 2005 (detalhes)          | Diana Janošťáková Jiří Procházka   | Petra Pachlová Petr Knoth          | nenhum outro competidor            |
| České Budějovice 2006 (detalhes) | Kamila Hájková David Vincour       | nenhum outro competidor            | nenhum outro competidor            |
| Liberec 2007 (detalhes)          | Kamila Hájková David Vincour       | nenhum outro competidor            | nenhum outro competidor            |
| Trenčín 2008 (detalhes)          | Kamila Hájková David Vincour       | Lucie Myslivečková Matěj Novák     | nenhum outro competidor            |
| Třinec 2009 (detalhes)           | Kamila Hájková David Vincour       | Lucie Myslivečková Matěj Novák     | nenhum outro competidor            |
| Cieszyn 2010 (detalhes)          | Kamila Hájková David Vincour       | nenhum outro competidor            | nenhum outro competidor            |
| Žilina 2011 (detalhes)           | Lucie Myslivečková Matěj Novák     | nenhum outro competidor            | nenhum outro competidor            |
| Ostrava 2012 (detalhes)          | Gabriela Kubová Dmitri Kiselev     | Lucie Myslivečková Neil Brown      | Karolína Procházková Michal Češka  |
| Cieszyn 2013 (detalhes)          | Lucie Myslivečková Neil Brown      | Gabriela Kubová Matěj Novák        | nenhum outro competidor            |
| Bratislava 2014 (detalhes)       | Lucie Myslivečková Neil Brown      | nenhum outro competidor            | nenhum outro competidor            |
| Budapeste 2015 (detalhes)        | Cortney Mansour Michal Češka       | nenhum outro competidor            | nenhum outro competidor            |
| 2016                             | Não houve disputa de dança no gelo | Não houve disputa de dança no gelo | Não houve disputa de dança no gelo |
| Katowice 2017 (detalhes)         | Cortney Mansour Michal Češka       | Nicole Kuzmich Alexandr Sinicyn    | nenhum outro competidor            |